# Ganderkesee
Ganderkesee (plattdeutsch Gannerseer) ist eine Gemeinde im Landkreis Oldenburg in Niedersachsen.

## Geographie

### Lage
Ganderkesee liegt etwa 20 km westlich des Bremer Zentrums, am Nordrand des Naturparks Wildeshauser Geest. Der nördlichste Teil der Gemeinde liegt im Urstromtal der Weser, ist also flache Marsch. Etwa entlang der Ortsteile Bookholzberg – Rethorn – Stenum – Hoykenkamp verläuft die Abbruchkante des Urstromtals. Südlich davon schließt sich das sandige, etwas höhergelegene und leicht hügelige Gelände der Geest an. Von exponierten Stellen am Rand der Geest ist an klaren Tagen die ca. 12 km entfernte andere Kante des Urstromtals in Bremen-Nord zu erkennen.
Ganderkesee grenzt im Osten an Delmenhorst, im Norden an Lemwerder und Berne im Landkreis Wesermarsch sowie an Hude, im Westen an Hatten und im Süden an Dötlingen und Harpstedt.
Ganderkesee besitzt drei bauliche Grundzentren. Die Bevölkerung der Gemeinde konzentriert sich zum einen auf den Kernort Ganderkesee, zum anderen auf einen Streifen entlang der Bahnlinie von Oldenburg nach Bremen mit den Ortsteilen Bookholzberg, Rethorn und Schierbrok. Die Ortsteile Heide und Elmeloh bilden mit den jeweils benachbarten Stadtteilen von Delmenhorst ein Siedlungsgebiet und sind daher ebenfalls dicht bevölkert. Die übrigen Gebiete der Gemeinde sind dünner besiedelt und stärker landwirtschaftlich geprägt.

### Landschaft
Die Landschaft wurde von den Eiszeiten überformt. Aus diesen Perioden sind Sande, Tone, Kiese, Steine und aus Skandinavien stammende Findlinge geblieben. Die Tonlager auf dem Hohenkamp in Rethorn sind bis über 70 m tief. Geestböden mit einer kargen Vegetation beherrschen das Gebiet. Die Vorgeest zum Urstromtal der Weser wurde durch Sandplatte, Sümpfe, Kleinmoore und Dünen (zum Beispiel in Grüppenbühren als Flugsandgebiete) geprägt. Vor der Besiedlung der Stedinger Brookseite um 1100 floss das Wasser von der hohen Geest auf den von der Natur vorgegebenen Wegen direkt in die Sümpfe der Brookseite. Die Landschaft ist durch viele Bachtäler geprägt.
Wald und ausgedehnte baumbestandene Binnendünengebiete, Moore (Nieder- und Hochmoore), Äcker, Weiden, Schlatts, Bäche und Wallhecken gliedern diese Landschaft. Restbestände der ehemaligen großflächigen Heidelandschaft sind nur vereinzelt noch vorhanden. Der Ganderkeseer Heimatforscher und Landschaftskartierer Georg Müller zeigte in seinen Veröffentlichungen den dramatischen Wandel, denn viele Landschaftsbestandteile sind bereits zerstört, der Artenschwund an Tieren, Pflanzen und Pilzen ist dramatisch.

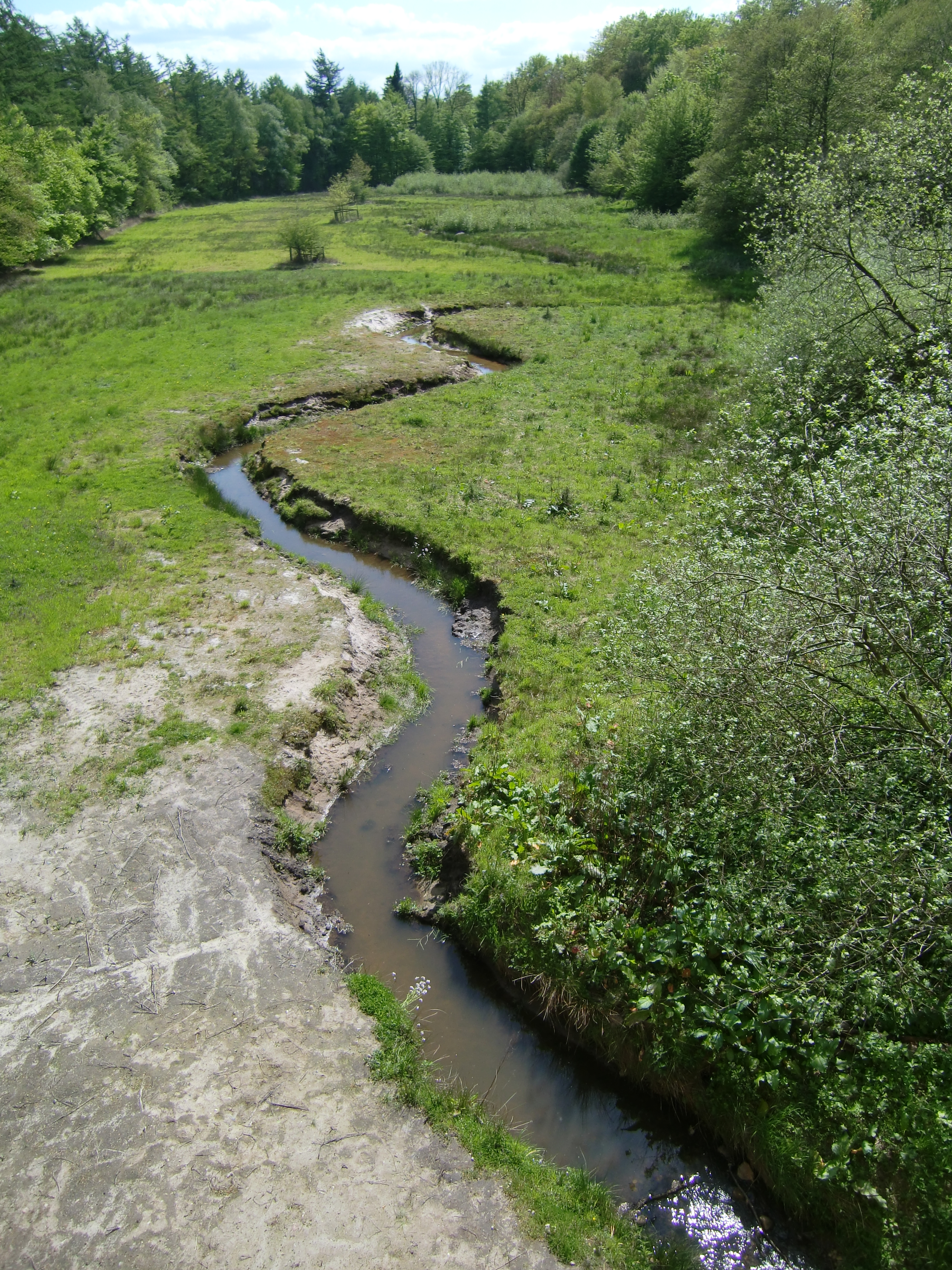
Die Brookbäke im Hasbruch

Immerhin bestehen einige Naturschutzgebiete. Der Hasbruch, ein seit 1938 unter Naturschutz stehender ehemaliger Hutewald, liegt teilweise auf Gemeindegebiet. Seit 2020 lebt im Süden auf 36 ha wieder eine Rinderherde (Schottische Hochlandrinder) sowie sechs Exmoor-Ponys, sodass dort wieder eine Hute- und Triftlandschaft entstehen kann, wie sie bis ins 19. Jahrhundert verbreitet war. Zwar leben dort 50 Vogelarten, und es befinden sich dort sehr alte Eichenbestände, doch der Hirschkäfer ist dort bereits seit den 1950er Jahren verschwunden, der Pirol gilt seit 1994, als dort noch zwei Brutpaare nachgewiesen worden waren, als ausgestorben. Das Gebiet der Brookbäke wurde für fast eine Million Euro renaturiert. Im Ortsteil Schönemoor brütet seit 2019 immer wieder ein Storchenpaar.
Nur ein kleiner Teil des 350 ha umfassenden Stühe, nämlich sein Ostrand, befindet sich auf Gemeindegebiet; seit 2019 steht die Große Höhe unter Naturschutz, zumindest das nördliche Viertel. Hier finden sich Eichen-, Hainbuchen- und Hainsimsen-Buchenwälder. Hinzu kommen Auenwälder mit Eschen und Erlen, einige Gewässer und kleine Moore.
Nie abgeholzt wurde das Stenumer Holz, ein 100 ha umfassendes, vor allem von Eichen geprägtes Gebiet. In deren Schatten entwickelte sich eine artenreiche Strauch- und Krautflora. Stechpalme, Hasel und Pfaffenhütchen, aber auch Habichtskräuter, Buschwindröschen, Pfeifengräser und Sauerklee gehören zur Flora.

### Gemeindegliederung

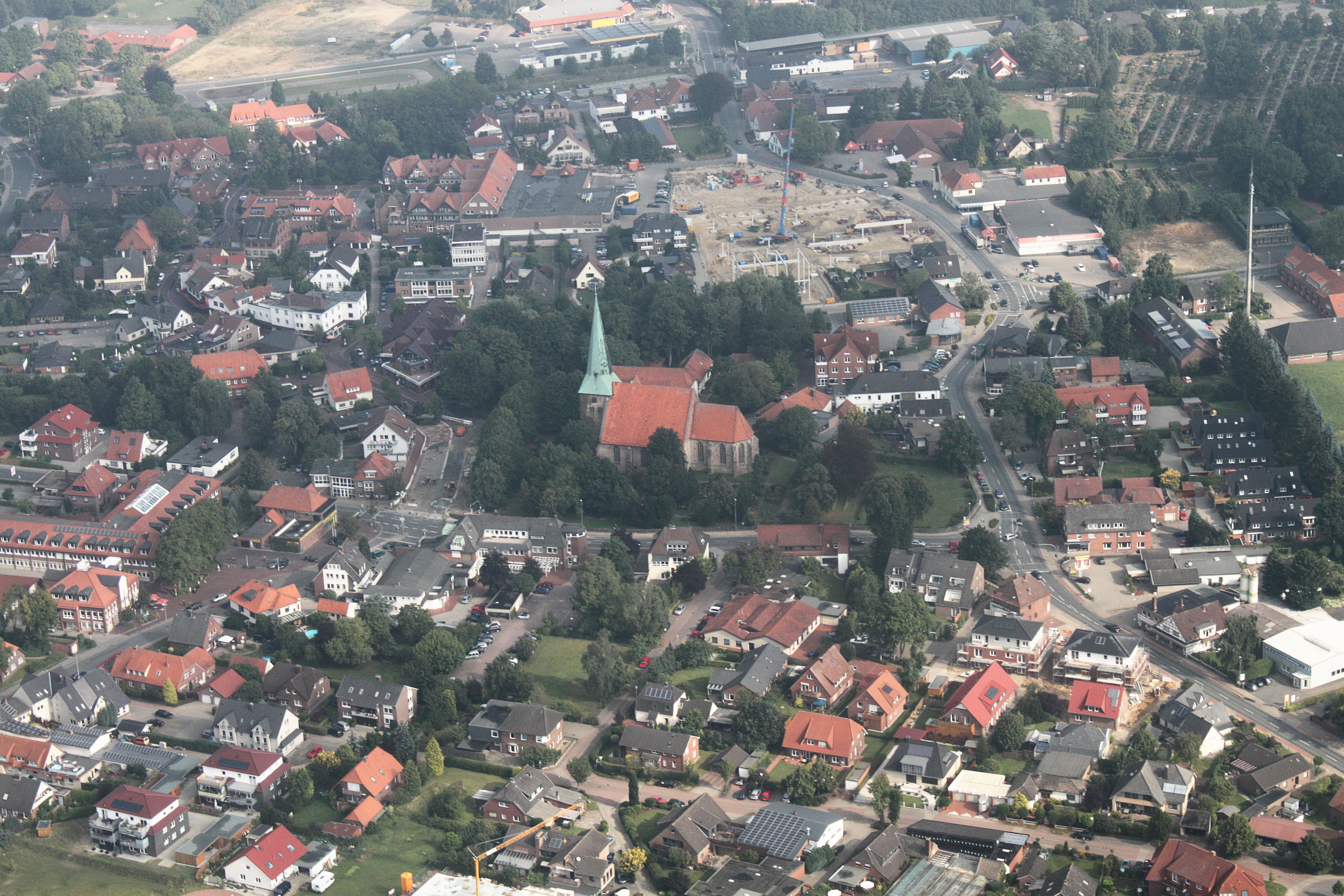
Luftbild des Zentrums von Ganderkesee

Ganderkesee ist eine Einheitsgemeinde und besteht aus folgenden 25 Ortsteilen (Bauerschaften genannt):
| - Almsloh - Bergedorf - Bookholzberg - Bookhorn - Bürstel - Elmeloh - Falkenburg - Ganderkesee (Kernort) - Grüppenbühren - Habbrügge - Havekost - Heide - Hengsterholz | - Hohenböken - Holzkamp - Hoyerswege - Hoykenkamp - Immer - Neuenlande - Rethorn - Schierbrok - Schlutter - Schönemoor - Steinkimmen - Stenum |

#### Elmeloh

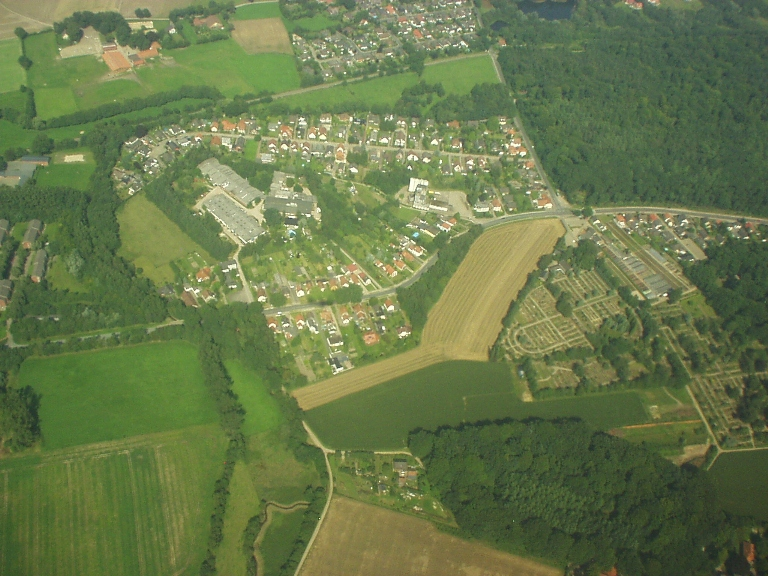
Elmeloh von Süden gesehen

Elmeloh ist eine der drei ältesten Bauerschaften von Ganderkesee. Aufgrund ihrer historischen und räumlichen Nähe werden die Ortsteile Elmeloh und Almsloh meist gemeinsam genannt.
Neben dem jährlichen Osterfeuer des Ortsvereins Elmeloh/Almsloh gibt es als weiteres Ereignis die über die Grenzen Elmelohs hinaus bekannte Meutejagd einer Pferdepension. Markanteste Bauwerke sind die Wassermühle und die alte Elmeloher Schule. Die Wassermühle wurde 1445 erstmals erwähnt und war bis 1961 in Betrieb. Heute wird das Gebäude als Wohnhaus genutzt. Die Schule bestand aus zwei Klassenräumen sowie einer Dienstwohnung für den Lehrer. Sie wurde zum Ende des Zweiten Weltkriegs und in den Nachkriegsjahren zum Teil als Flüchtlingsunterkunft genutzt und als Schule 1970 aufgelöst. Seitdem wird das Gebäude als Dorfgemeinschaftshaus genutzt. Die Lehrerwohnung wurde 1970 zunächst Privatwohnung. Seit 2008 befindet sich ein neu eingerichteter Kindergarten im Gebäude, der den ursprünglichen Spielkreis ablöst.
Elmeloh ging, wie Schlutter und Habbrügge, aus einem Rittergut hervor. Die Ritter wohnten in der Regel inmitten ihres Grundbesitzes in befestigten Häusern, so genannten Turmhügelburgen, die auf künstlichen, von Wassergräben umgebenen Hügeln errichtet wurden. Eine solche Motte stand vermutlich bereits 1194 in Elmeloh, als ein Geschlecht der Herren von Elmeloh erwähnt wurde, die als Ministeriale der Bremer Kirche dienten.
Seit der Mitte des 15. Jahrhunderts wurde die Burg von der Ritterfamilie von Mandelsloh bewohnt. 1471 wurden Burg und Hof niedergebrannt. Die Burg wurde nicht wieder aufgebaut –, das dann auf dem Gelände errichtete Herrenhaus wurde 1818 wegen Baufälligkeit abgerissen. 1692 ging es durch Verkauf an den Junker Kurt Veit von Witzleben über. Dieser starb 1719. Danach war sein Sohn Adam Levin von Witzleben „Erbherr von Elmeloh und Hude“. Gemeinsam mit seiner Ehefrau stiftete er der Ganderkeseer Kirche einen neuen Altar, der noch heute den Abschluss des Chorraums in der Ganderkeseer Kirche bildet. Nach dem Tod Adam Lewin von Witzlebens 1745 wurde sein gleichnamiger Neffe, Adam Levin von Witzleben der Jüngere, bis zu dessen Tod 1766 Erbherr.
Seit der Fertigstellung der Burg Delmenhorst führt der mittelalterliche Postweg nicht mehr über Schlutter und Ganderkesee, sondern über Delmenhorst und damit auch direkt vorbei am Gut Elmeloh. 1821 wurde dieser als „Postdamm“ auch zwischen dem Ortsteil Falkenburg und Delmenhorst mit Sand befestigt. Von 1827 bis 1829 wurde der Postweg von Sandersfeld bis Elmeloh gepflastert. 1830 war die gesamte Straße zwischen Oldenburg und Bremen fertiggestellt.
1898 wurde die Eisenbahnstrecke Delmenhorst–Osnabrück eröffnet, die auch über Elmeloh führt. Der damalige Bahnhof Dwoberg auf Delmenhorster Stadtgebiet, grenzt unmittelbar an die Ortschaft Elmeloh und wird heute als privates Wohnhaus genutzt.

#### Ganderkesee
Ganderkesee ist umgeben von Wäldern, Wallhecken, Schlatts und Binnendünen. Durch den Ort fließen drei Bäche, die Dummbäke, die kleine Dummbäke und die kleine Bäke.
Sehenswert ist die rund eintausend Jahre alte Gaukirche St. Cyprian und Cornelius mit der 1699 erbauten Arp-Schnitger-Orgel. Das in der Mitte des Ortes gelegene, 1995/96 erbaute Rathaus ist einer der zentralen Punkte im Ort. Das Gebäude wurde durch einen Investor gebaut und 2016 durch die Gemeindeverwaltung erworben. Von den Grundschulen bis zum Gymnasium sind sämtliche Schulformen eines dreigliedrigen Schulsystems vorhanden, jedoch keine integrierte Gesamtschule. 2011 wurden die Haupt- und die Realschule sowohl in Ganderkesee wie auch in Bookholzberg zu der neuen Schulform Oberschule zusammengefasst. Mehrere Kindertagesstätten, eine Volkshochschule, die Gemeindebücherei mit drei Standorten, Kulturstätten, Frei- und Hallenbad sowie Sportanlagen kommen dazu.
Die Landwirtschaft spielt heute im Ort nur noch eine untergeordnete Rolle. Viele landwirtschaftliche Unternehmen haben aufgegeben oder sind außerhalb des Orts gezogen. 2018 war durch die intensive Landwirtschaft das Grundwasser erheblich mit Nitratmengen über dem Grenzwert belastet.

#### Rethorn
Erstmals erwähnt wurde Rethôrné im 11. Jahrhundert. Es hat heute etwa 1260 Einwohner. Bei Kommunalwahlen ist der Ort ein eigener Wahlbezirk (Nr. 26) im Wahlbereich II – dem Norden. Bei der Landtagswahl 2008 gehörte Rethorn zum Wahlkreis Oldenburg Land (64). Gewählt wird im Jugendzentrum „Treff“, einem der ältesten Jugendzentren im Landkreis Oldenburg (eröffnet am 26. Juni 1978). 2014 befand sich in den Räumlichkeiten des „Treffs“ die Kindertagesstätte Rethorn, das Jugendzentrum war geschlossen worden. Sehenswürdigkeiten sind der Kamerner See, ein ehemaliger Tonstich, das Gutshaus Nutzhorner Landstraße 1, das Backhaus und eine genetisch hornlose Kuhrasse, das „Oldenburger Vieh“.
Der SV Rethorn von 1980 trug seine Heimspiele ursprünglich im Ortsteil Grüppenbühren aus, seit 2015 im Ortsteil Bookholzberg.

#### Kamern
Zu Rethorn zählt der Ortsteil Kamern, südlich der Eisenbahnstrecke Bremen–Oldenburg zwischen den Haltepunkten Schierbrok und Bookholzberg gelegen. Im Bauernverzeichnis für die Hausvogtei Delmenhorst von 1647 wird eine Hofstelle in Kamern genannt. 1890 wurde in Kamern eine Dampfziegelei mit einer jährlichen Produktionskapazität von vier Millionen Steinen gegründet. Nachdem die Tonvorkommen erschöpft waren, wurde der letzte Ziegeleischornstein 1968 gesprengt. Durch den Tonabbau entstand als ehemaliger Tonstich der Kamerner See, der größte mehrerer Teiche inmitten einer Grünanlage, die heute als Naherholungsgebiet genutzt wird. Die Kamerner Bäke entwässert das Gebiet Rethorn-Kamern. Noch heute bildet die Kamerner Bäke die Grenze zwischen dem Entwässerungsverband Stedingen und dem Ochtumverband.

## Geschichte

### Jungsteinzeitliche Besiedlung (um 4000 v. Chr.), Großsteingräber (3500–2800 v. Chr.)
In der jüngeren Steinzeit fand ab 4000 v. Chr. eine Besiedlung der Marschen statt, die durch Funde von Felssteinäxten belegt wurde. Im Umfeld befinden sich Großsteingräber aus der Zeit von 3500 bis 2800 v. Chr., wie etwa das Großsteingrab Stenum.

### Bronzezeitliche Brandbestattungen (8.–6. Jahrhundert v. Chr.)
Nordöstlich der Autobahnauffahrt „Ganderkesee-West“ fanden sich ab 2010 Überreste aus der Bronze- und der Eisenzeit, Gräber und eine Siedlung. Bei den großflächigen Grabungen auf einem Gebiet von 20 ha wurden 39 Brandbestattungen aus dem 8. bis 6. Jahrhundert v. Chr. entdeckt. Ein Teil dieser Gräber lag ursprünglich unter Grabhügeln, zudem fand sich eine lange Reihe aus 27 Feuerstellen.

### Eisenzeitliche Siedlung mit Eisenverhüttung (1. Jahrhundert v. – 1./2. Jahrhundert n. Chr.), Chauken
Eine jüngere Siedlung ließ sich nachweisen, die zwischen dem 1. Jahrhundert v. Chr. und dem 1./2. Jahrhundert n. Chr. bestand. Die zwölf Pfostengebäude waren bis zu 47 m lang. Zu diesen Hauptgebäuden kamen 64 Nebengebäude, wie etwa Speicher oder Ställe. Die Bauwerke gehörten offenbar zu zwei großen Gehöften, die aber nicht gleichzeitig bestanden haben können. Bruchstücke eines großen Gefäßes aus Terra Sigillata weisen auf Kontakte ins Römische Reich hin. Weitere 44 Gräber fanden sich in Sichtweite dieser Siedlung. Auch fand sich ein Eisenverhüttungsplatz mit über einhundert Rennfeueröfen.
Um 200 v. Chr. wurde die Marsch durch die Chauken besiedelt. Von 12 v. Chr. bis 15 n. Chr. unterwarfen sich die Chauken den Römern. Weitere römische Eroberungsfeldzüge ab 47 n. Chr. scheiterten. Die Chauken gingen allmählich im Stammesverband der Sachsen auf.

### Mittelalter
860 wurde Ganderkesee zum ersten Mal urkundlich unter dem Namen „Gandrikesarde“ erwähnt. Erzbischof Ansgar von Bremen verfasste eine Lebensbeschreibung seines Amtsvorgängers Willehad, in der er von den Wundern um die Gebeine Willehads berichtete:
„Es war das Jahr Christi 860, das 28. des Reiches unereres  Herrn, des erhabenen Königs Ludwig“, als auch Kranke aus Ganderkesee die Heilung suchten und nach Bremen kamen: „Bei den Steoringen, im Dorf Gandrikesarde, war eine Frau Herimod zwei Jahre taub. Diese kam in den Bremer Dom und erlangte durch das Verdienst des Heiligen das Glück, mit voller Hörkraft versehen wieder nach Hause zu kommen.“
995 gab es die letzten Wikingereinfälle im Wesergebiet. 1040 wurde die Lechterseite in Stedingen besiedelt.
Erzbischof Adalbert von Bremen ließ um 1052 in Ganderkesee eine Pfarrkirche erbauen. Er ließ auch einen Markt einrichten, der mit dem Kirchweihfest am 14. September verbunden wurde. Ganderkesee wurde das wirtschaftliche Zentrum in der Region, und viele umliegende Dörfer waren hier eingepfarrt. Die romanische Kirche wurde 300 Jahre später gründlich umgebaut und erhielt dabei ihre heutige gotische Gestalt. Nach 1200 wurden viele eingepfarrte Gemeinden von Berne bis Harpstedt selbstständige Kirchgemeinden.
Im 16. Jahrhundert setzte sich der Markt von Delmenhorst durch und Ganderkesee verlor an Bedeutung.

### Ab 1600
Im 17. Jahrhundert befanden sich die großen Ackerflächen im Besitz der Kirche. Die Bevölkerung hatte nur recht kleine Grundstücke, so dass es in dieser Zeit hier keine Vollbauern gab, sondern nur Halbbauern und arme Kötner. Jahrhundertelanger Raubbau infolge der Plaggenwirtschaft führte dazu, dass sich auf den Allmenden keine Wälder bilden konnten, sondern dass die Landschaft von weiten Heideflächen und Wanderdünen geprägt war. Der magere Boden, überwiegend Podsole, erlaubte nur den Roggenanbau; wenige Kühe und Pferde wurden gehalten. Auf den größer werdenden Heideflächen wurde intensive Schafzucht betrieben. „Den Schäfern ist nichts in der Welt heilig, was im Bereich ihrer Schafherden angetroffen wird“, so heißt es in einem Bericht von 1814, und „der Mißbrauch ist ungeheuer“. Das ländliche Elend wurde noch durch Pest (1667 und 1676), Typhus- (1869) und Tuberkuloseepidemien verstärkt. Pastor, Vogt und Armenväter versuchten oft erfolglos, das Betteln mit drakonischen Maßnahmen zu verhindern. Besseren Einblick in die örtlichen Verhältnisse gehen zum Teil auf eine Verbesserung der Kirchenbücher zurück, denn der Erlass des Generalsuperintendenten Cadovius für Ganderkesee aus dem Jahr 1658
führte dazu, dass neben dem Tauf- nun auch das Geburtsdatum und neben dem Begräbnis- auch das Sterbedatum eingetragen wurde.
Im 18. Jahrhundert setzten Großbrände der Ortsentwicklung zu: 1743 brannten 16 Gebäude, darunter die Küsterei mit den Schulräumen, nieder, 1775 waren es 21 Häuser und die Pastorei, und 1846 brannten die inzwischen wiedererrichteten strohgedeckten Häuser abermals ab. Erst danach wurden beim Wiederaufbau größere Abstände zwischen den Gebäuden angeordnet.
Viele Bewohner mussten als „Pendelarbeiter“ ihr Geld verdienen; die „Hollandgänger“ arbeiteten in Friesland oder in Holland, viele davon als Seeleute. Erst ab 1835 orientierten sich die Arbeitsuchenden verstärkt nach Bremen, und so heuerten 1855 aus der Gemeinde 296 Männer auf Bremer Schiffen an. 1888 erhielten immer noch 126 ehemalige Schiffer ihre Pension aus der Bremer Seemannskasse.
Die Aufteilung der Allmenden im Rahmen der Agrarreformen des 19. Jahrhunderts leitete in der Gemeinde Ganderkesee einen Landschafts- und Strukturwandel ein. Die Ackerfläche wurde vergrößert, die Einfuhr von Kunst- und Mineraldünger steigerte auch auf ärmeren Böden die Erträge erheblich. Im Bereich der ehemaligen Wanderdünen erfolgte eine Aufforstung durch Kiefer-Monokulturen.
Am Morgen nach der Pogromnacht am 9. November 1938 wurden die meisten jüdischen Männer aus Ganderkesee und Delmenhorst verhaftet und in das Konzentrationslager Sachsenhausen deportiert.
Gegen Ende des Zweiten Weltkriegs wurde Ganderkesee am 21. April 1945 von den britischen Truppen befreit. Bei den Kämpfen wurden 52 Häuser, überwiegend durch Feuer, zerstört und die Kirche in Brand gesetzt, wobei das Dach und die Turmspitze vernichtet wurde.
Am 13. November 1972 richtete der Orkan Quimburga, auch als Niedersachsenorkan bekannt, in der Gemeinde Ganderkesee schwere Schäden an. Dabei wurden die im 19. Jahrhundert aufgeforsteten Kiefernwälder, wie der Bürsteler Fuhrenkamp, nahezu vollständig zerstört, Verkehrsverbindungen waren über Tage unterbrochen, die Stromversorgung war zusammengebrochen.

### Namensherkunft
Der Name Ganderkesee wurde im Laufe der Jahrhunderte immer wieder verändert: Ganderkesee, 1702 Ganderkese, 1662 Ganderkeserde, 1584 Ganderkesche, 1189 Ganderekeshde, 860 Gandrikesarde. Die Endung bezieht sich also nicht auf einen See, sondern auf die Entstehung um den Hof, vermutlich einer Person mit einem Namen ähnlich „Gandrick“. Alternativ: Ganter, Gander = männliche Gans.

### Eingemeindungen
Am 1. Juli 1972 wurde die Nachbargemeinde Schönemoor eingegliedert.

### Konfessionsstatistik
Gemäß dem Zensus 2022 waren 41,3 % der Einwohner evangelisch, 8,6 % katholisch, und 50,1 % waren konfessionslos, gehörten einer anderen Glaubensgemeinschaft an oder machten keine Angabe.
Der Anteil der Protestanten und Katholiken an der Gesamtbevölkerung sinkt. Im Jahr 2022 gab es 390 Kirchenaustritte, 2023 gab es 344 Kirchenaustritte und 362 Menschen kehrten der Kirche im Jahr 2024 den Rücken zu.

## Politik

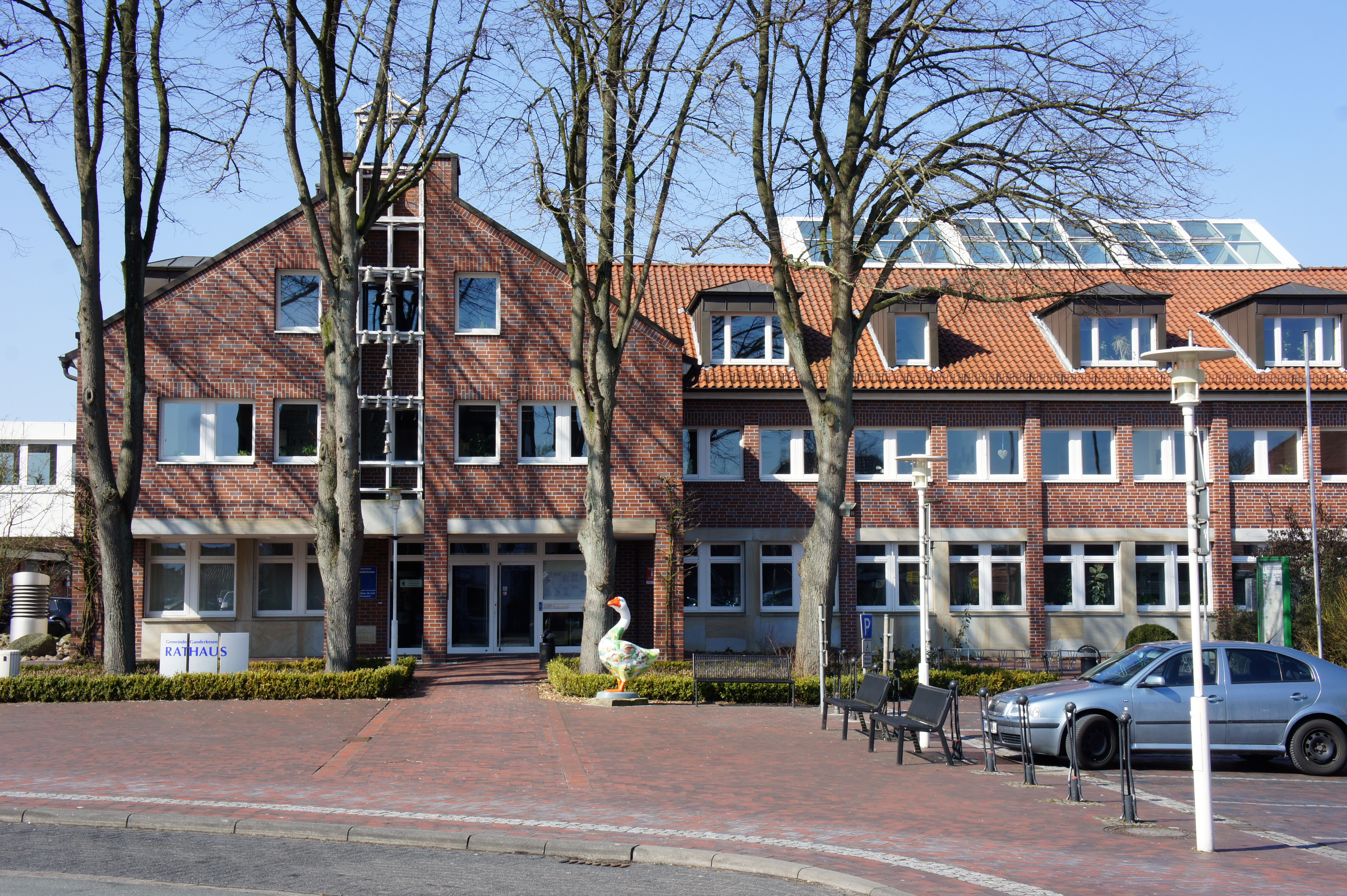
Rathaus Ganderkesee

Seit 15. Juli 1986 ist Ganderkesee eine selbständige Gemeinde im Sinne des Niedersächsischen Kommunalverfassungsgesetzes. Damit übernimmt die Gemeinde teilweise Aufgaben des Landkreises (im Verkehrsbereich, Waffenrecht, Elterngeld/Erziehungsgeld etc.). Seit dem 1. August 2007 erhalten Kennzeichen der Fahrzeuge und Anhänger aus Ganderkesee das Siegel der Gemeinde.

### Rat
Der Rat der Gemeinde Ganderkesee besteht aus 36 Ratsfrauen und Ratsherren. Die festgelegte Anzahl für eine Gemeinde mit einer Einwohnerzahl zwischen 30.001 und 40.000 Einwohnern beträgt normalerweise 38 Ratsmitglieder. Auf Beschluss des Rates wurde diese Zahl um zwei Ratsmitglieder reduziert. Die 36 Ratsmitglieder werden durch eine Kommunalwahl für jeweils fünf Jahre gewählt. Die aktuelle Amtszeit begann am 1. November 2021 und endet am 31. Oktober 2026.
Stimmberechtigt im Rat ist außerdem der hauptamtliche Bürgermeister.
Die letzte Kommunalwahl am 12. September 2021 ergab das folgende Ergebnis:
| Partei                       | Anteilige Stimmen | Anzahl Sitze |
| ---------------------------- | ----------------- | ------------ |
| SPD                          | 27,46 %           | 10           |
| CDU                          | 33,52 %           | 12           |
| Bündnis 90/Die Grünen        | 15,04 %           | 05           |
| FDP                          | 09,81 %           | 04           |
| Freie Wähler Partei          | 06,14 %           | 02           |
| UWG Ganderkesee              | 05,71 %           | 02           |
| Die Linke                    | 01,95 %           | 01           |
| Einzelwahlvorschlag Steffgen | 00,36 %           | 0            |

Die Wahlbeteiligung bei der Kommunalwahl 2021 lag mit 58,35 % geringfügig über dem niedersächsischen Durchschnitt von 57,1 %.

### Bürgermeister
Hauptamtlicher Bürgermeister der Gemeinde Ganderkesee ist seit dem 1. November 2021 Ralf Wessel (CDU). Bei der Bürgermeisterwahl (Stichwahl) am 26. September 2021 wurde er mit 63,84 % der Stimmen gewählt.

### Ehemalige Vertreter der Gemeinde
als Kirchspielsvogt
- 1813–1832: Wilh. Bernd Struthoff, Ganderkesee; Bernd Linnemann, Schlutter; Joh. Bernh. Meyer, Bookhorn
- 1832–1848: David Meyer, Hohenböken
- 1849–1865: Johann Linnemann, Bookhorn

als Gemeindevorsteher
- 1849–1865: Johann Linnemann, Bookhorn
- 1865–1895: Johann Conze, Falkenburg
- 1895–1910: Heinrich Alfs, Hoykenkamp
- 1910–1933: Johann Stolle, Ganderkesee

als Bürgermeister (Zweigleisigkeit)
- 1933–1940: Friedrich Struthoff, Ganderkesee
- 1940–1945: Johann Behrens, Falkenburg (als stellvertretender Bürgermeister)
- 1945–1946: Friedrich Bultmann, Ganderkesee
- 1946–1956: Diedrich Schulte, Schierbrok
- 1956–1964: Friedrich Engels, Immer
- 1964–1972: Georg von Seggern, Bergedorf
- 1972–1986: Helmut Denker, Ganderkesee
- 1986–1986: Otto Boekhoff, Schierbrok
- 1986–1996: Hans-Christian Schack, Bookholzberg
- 1996–1999: Hans-Heinrich Hubmann, Ganderkesee

als Gemeindedirektor (Zweigleisigkeit)
- 1945–1951: Hermann Schütte, Schierbrok
- 1951–1958: Otto Ahlers, Ganderkesee
- 1958–1987: Heinz Huhs, Ganderkesee
- 1987–1999: Gerold Sprung, Stenum

als Bürgermeister (Eingleisigkeit)
| - 1999–2006 - 2006–2021 - 2021– | : | Gerold Sprung, Stenum Alice Gerken, Ganderkesee Ralf Wessel, Ganderkesee |

### Wappen
Das Wappen der Gemeinde Ganderkesee zeigt einen silbernen, sich umschauenden und im Flug niederlassenden Ganter, darunter einen silbernen Mauerstein auf einem Schildgrund, der von Blau, einem goldenen Faden und Rot getrennt ist. Der Ganter rührt von einer Sage, wonach der Standort der Kirche durch den sich niederlassenden Vogel bestimmt wurde. Der Mauerstein stellt einen Bezug zu der Kalksandsteinherstellung in der Gemeinde, nämlich in Bookholzberg, dar. Die Farben des Wappens (oben blau, unten rot) nehmen Bezug auf die Farben des Herzogtums Oldenburg.
Das Wappen wurde am 23. Juni 1954 verliehen. Der Ganter als Wappentier ist heute allseits anerkannt und beliebt, stieß jedoch Ende der 1940er- und Anfang der 1950er-Jahre in der Gemeinde noch auf erheblichen Widerstand. Die Ganderkeseer Flagge gibt es erst seit Ende der 1990er-Jahre. Sie wurde auf Anregung des damaligen ehrenamtlichen Bürgermeisters Hans-Heinrich Hubmann entworfen. Aus optischen Gründen umgeben die „Oldenburger Farben“ horizontal gespiegelt das Wappen.
Neben dem offiziellen Wappen wird häufig ein modernes Logo mit einer stilisierten Gans im Flug verwendet, ergänzt um den Slogan „Ganderkesee – Ein Meer an Möglichkeiten“. 2008 ist dieses Logo etwas modernisiert worden, seit Anfang 2009 wird ausschließlich der Slogan „Ganderkesee – mehr an Möglichkeiten“ verwendet.

### Partnerschaften
- Städtepartnerschaft
  - Château-du-Loir (heute: Montval-sur-Loir) in Frankreich, seit 1979[27]
  - Pułtusk in Polen, seit 2018[28]
- Ganderkesee ist im Kommunalverbund Niedersachsen/Bremen vertreten.

## Kultur und Sehenswürdigkeiten

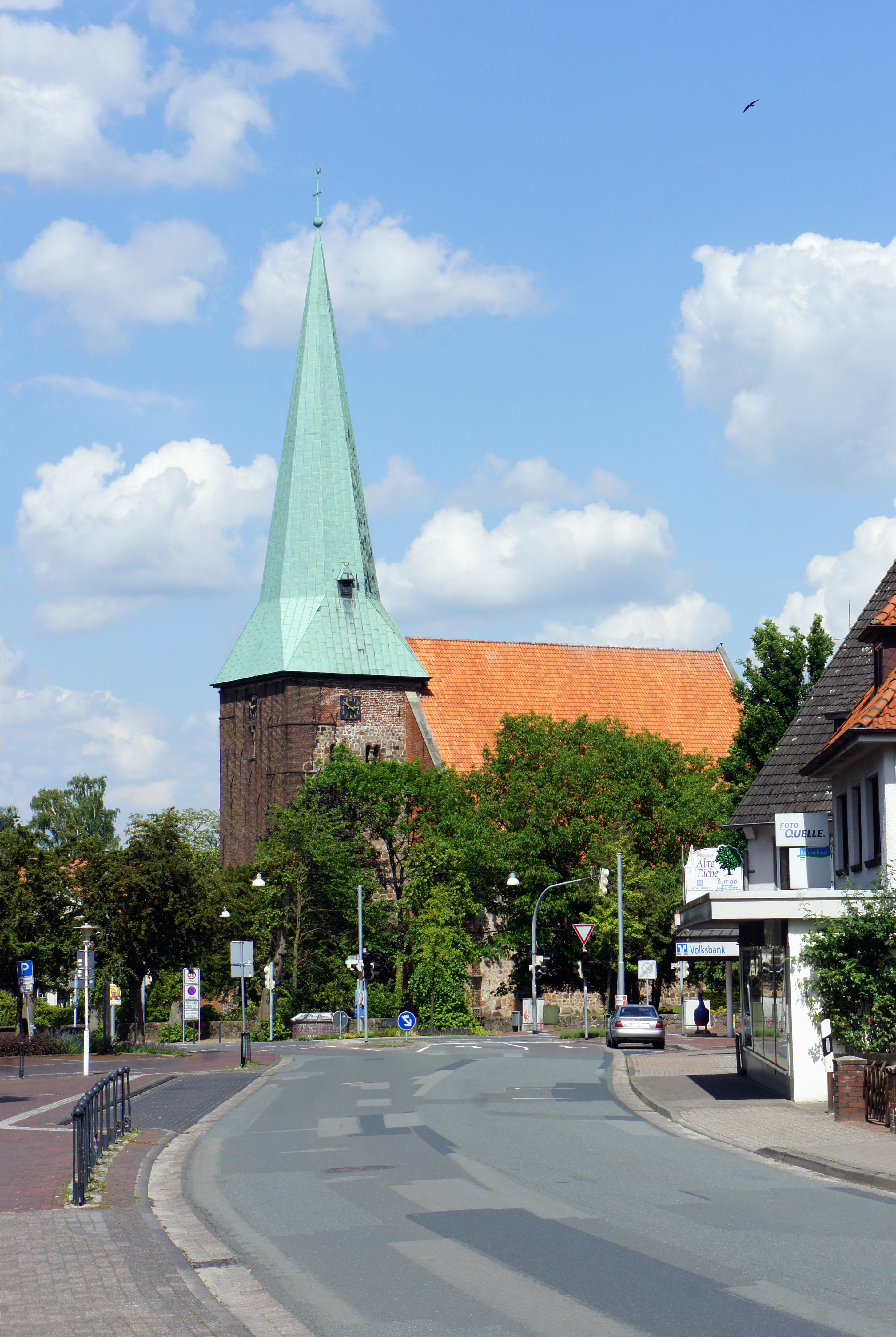
Kirche St. Cyprian und Cornelius

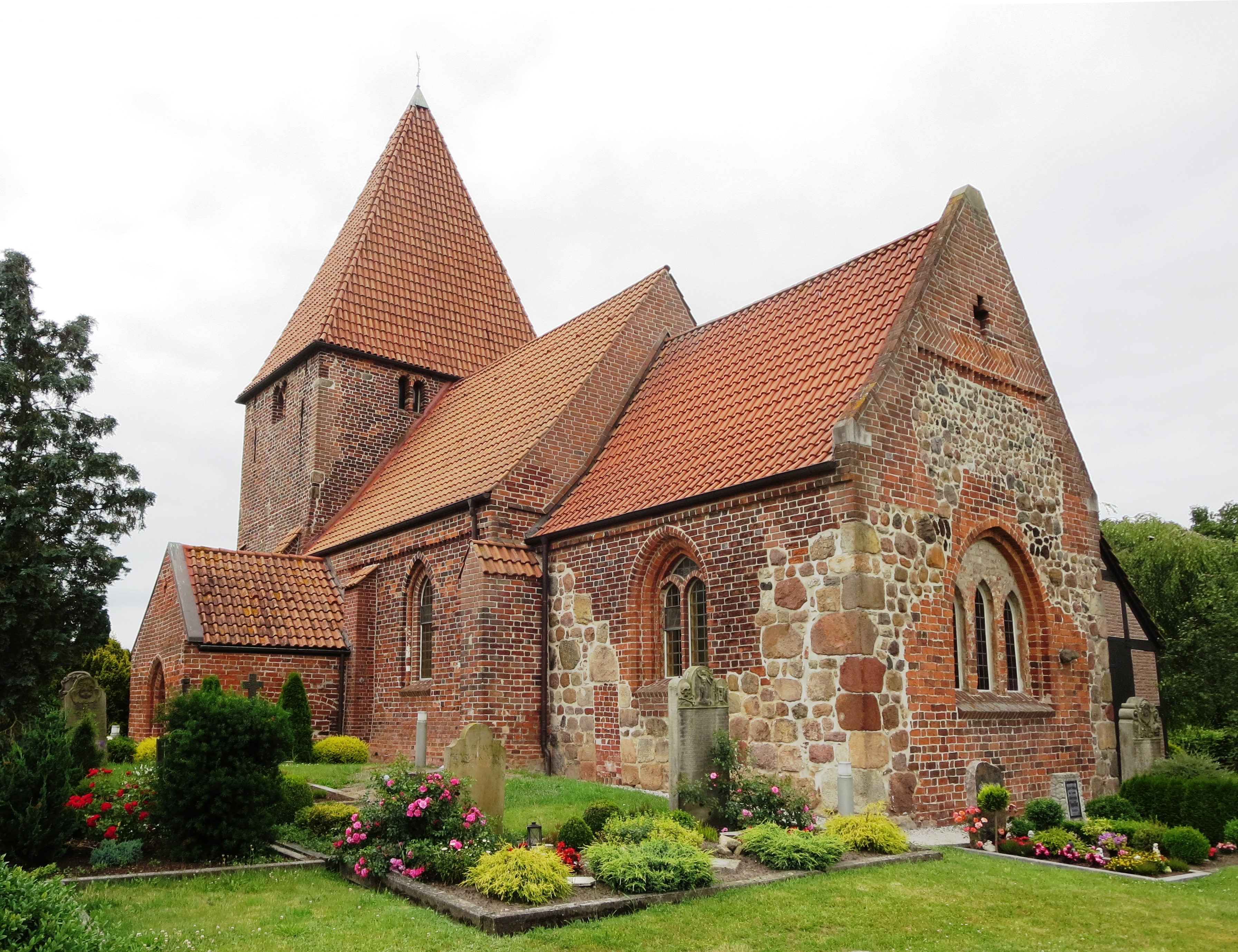
St.-Katharinen-Kirche von 1324 in Schönemoor

Siehe auch Liste der Baudenkmale in Ganderkesee

### Bauwerke
- Im Kernort Ganderkesee befindet sich die Gaukirche St. Cyprian und Cornelius mit einer 1699 von Arp Schnitger erbauten Orgel. Diese historische Orgel wurde 2004/05 restauriert.
- In Schönemoor steht die Katharinenkirche. Sie wurde am 13. Dezember 1324 durch den Verdener Bischof zu Ehren der Hl. Katharina geweiht.[29]
- In Bookholzberg befindet sich die Freilichtbühne Stedingsehre, eine durch die Nationalsozialisten errichtete Freiluftbühne.
- In verschiedenen Ortsteilen (z. B. in Rethorn und Stenum) gibt es Überreste von Grab- oder Kultstätten aus der Jungsteinzeit.
- Westlich des Kernortes befindet sich der Flugplatz Ganderkesee mit 860 m langer befestigter Start- und Landebahn einschließlich Nachtbefeuerung. Gastronomie, Hotel sowie mehrere Hangars und Hallen für Flugzeuge.
- In Hengsterholz, Almsloh und Grüppenbühren wurden Windparks errichtet.

### Sender Steinkimmen
In der Nähe von Steinkimmen betreibt der NDR seit 1956 eine gleichnamige Sendeanlage für UKW und TV (seit Beginn 2005 auch DVB-T). Als Antennenträger kam ein 298 m hoher abgespannter Stahlrohrmast zum Einsatz, der zum Zeitpunkt seiner Errichtung das höchste Bauwerk in Deutschland war. 2017 wurde ein neuer, 285 Meter hoher Antennenträger fertiggestellt, sodass übergangsweise zwei Anlagen nebeneinander standen. Der Rückbau des alten Antennenträgers war im November 2017 abgeschlossen.

### Fasching um den Ring
Bereits vor dem Zweiten Weltkrieg fanden in Ganderkesee mehrere Faschingsmaskeraden statt. 1951 fing die heutige Großveranstaltung an zu wachsen. Federführend war hier u. a. Herbert Witte. 1951 veranstalteten der Schützen- und der Turn- und Sportverein Ganderkesee eine erste gemeinsame Maskerade, nachmittags fand ein kleiner Festumzug statt, um für die Abendveranstaltung zu werben. Nach dem ersten Jahr beschlossen fünf weitere Vereine, die Veranstaltung auf eine breitere Basis zu stellen.
Heute sind 13 Vereine der GGV, der Gemeinschaft Ganderkeseer Vereine, angeschlossen. An den zwei Wochenenden vor dem Umzug finden die sogenannten „Büttenabende“ statt. 4 an der Zahl, pro Abend finden mehr als 800 Besucher in der Halle am Steinacker platz. Dazu gehören Büttenreden, Gardetänze, Sketche, aber auch Livemusik, dargeboten von über 350 Aktiven. Die Ganderkeseer Büttenabende sind im Bereich des Bundes Deutscher Karneval die einzigen, in denen alle Darbietungen mit Livemusik einer Bigband durchgeführt werden.
Am Wochenende vor Rosenmontag findet der Faschingsumzug „Fasching um den Ring“ statt. Dabei ziehen mehr als 110 Festwagen, Fußgruppen und Musikzüge auf einer mittlerweile klassisch-historischen Wegstrecke durch Ganderkesee. Die Teilnehmerzahl liegt bei weit über 3.500 Menschen. Dabei werden Besucherzahlen bis 70.000 Menschen erreicht.
Ein mehrköpfiger Festausschuss, bestehend aus Mitgliedern der der GGV angehörigen Vereine, plant die Veranstaltung. Das Prinzenpaar besteht in der klassischen Art aus Prinz und Prinzessin. Unterstützt werden diese durch vier Ehrendamen, in geheimer Wahl bestimmt und nur ein Jahr lang amtierend. Ende und Beginn der Session ist der 11. November jeden Jahres. Der Narrenruf des Ganderkeseer Faschings ist Ganderkesee hinein – He geiht.

### Großsteingräber und Hügelgräber
Großsteingräber, auch Megalithanlagen oder Hünengräber genannt, wurden in Ganderkesee etwa zwischen 3400 und 3000 v. Chr. von den Trägern der Trichterbecherkultur erbaut und bis etwa 2800 v. Chr. als Begräbnisstätte genutzt.

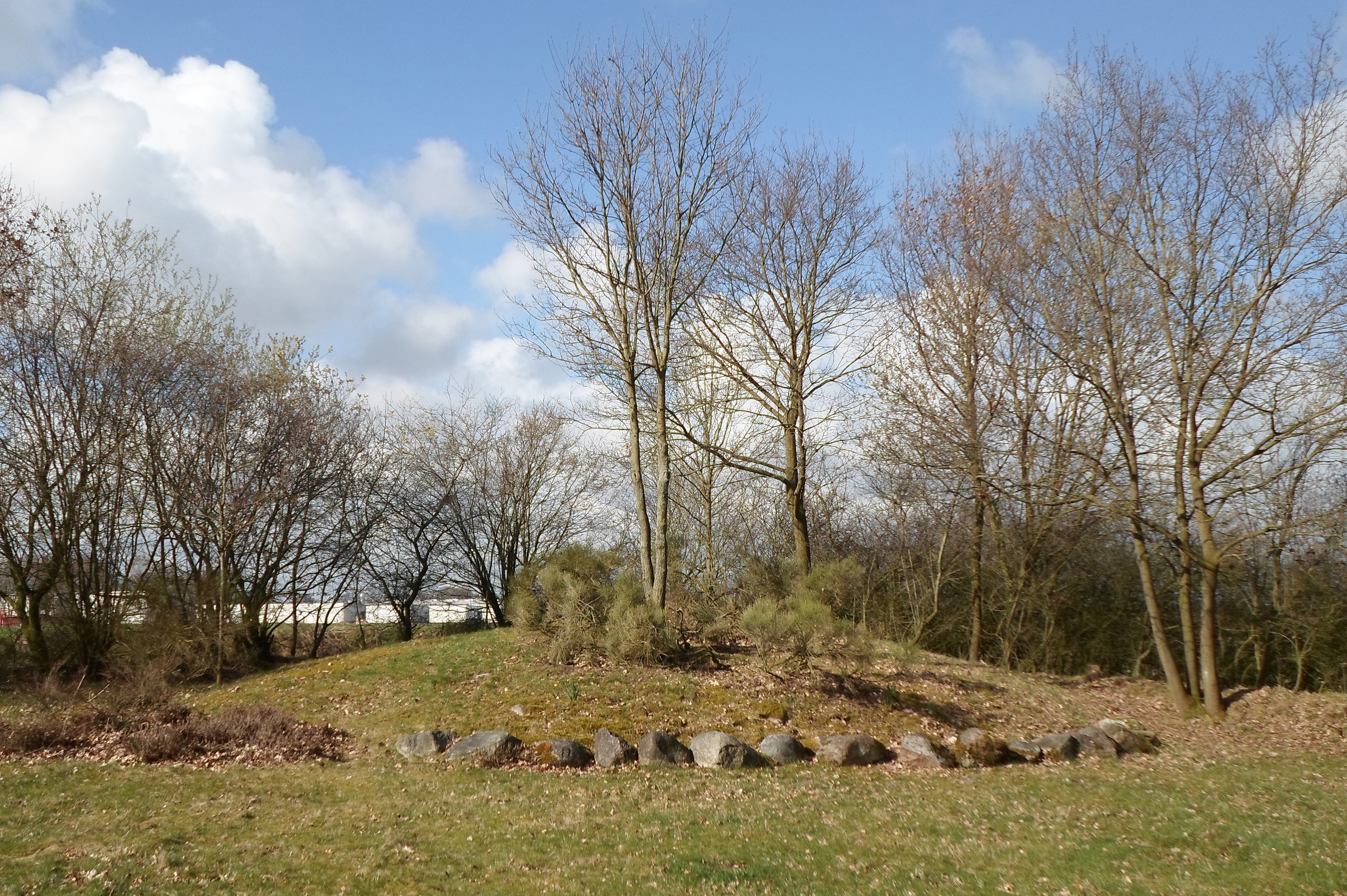
Hügelgrab am Hexenberg

Im heutigen Ortsbereich von Ganderkesee hat es neben den Hünensteinen von Steinkimmen zahlreiche weitere Grabstellen gegeben: Einen Grabhügel auf dem alten Stadion, der beim Bau des Sportplatzes 1925/26 zerstört wurde, und auf dem noch nicht bebauten Grundstück zwischen Birkenallee und Memelstraße. Weiter gab es je ein Steingrab dort, wo heute der Bahnhof steht und auf dem alten Friedhof bei der Kirche.
Heute sind nur noch wenige Grabhügel in der unmittelbaren Nähe des Ortes vorhanden, so etwa auf dem Grundstück Bei den Imhöfen 4. Zwei Hügelgräber (am Heideweg, Nähe Machandelweg, und Am Hexenberg beim Flugplatz) stehen unter Obhut des Orts- und Heimatvereins Ganderkesee. Dort hat es einst ein Hügelgräberfeld von mindestens 24 Grabhügeln gegeben. Sie fielen zum Teil 1968 dem Flugplatzbau zum Opfer. Daneben gab es, zum Teil noch vorhanden, in der Gemeinde weitere Stein- oder Hügelgrabstellen, z. B. beim Kullerkamp (bei Falkenburg), bei Bürstel, bei Neuholzkamp, in der Nähe der Holzkamper Wiesen, bei Almsloh, bei Stenum, Schierbrok, Hoykenkamp, Kleine Mittelhoop und bei Ahrensberg. Die Lage von etwa 170 Grabstellen, darunter mindestens 17 (19) Großsteingräbern, ist bekannt. In verschiedenen Schriften werden über 200 Grabstellen in und um Ganderkesee erwähnt. Nach Muhle soll die ganze Anlage, insbesondere die mit den vielen Großsteingräbern, ein großer „Volksversammlungsort“ und „Heiligthum“ gewesen sein (Wodans Gräber). An den Gräbern wurde häufig Gericht gehalten. Ganderkesee lag in der Mitte des damaligen „Largaues“ (Bezirk) und war damals ein wichtiger und zentraler Ort.

### Landwehr, Landwehren
Die im 14. bis 15. Jahrhundert angelegte Ganderkeseer Landwehr erstreckte sich von Landwehr bis nach Nuttel. Die mittelalterliche Grenzsicherungsanlage bestand aus mehreren Erdwällen mit einer Breite von bis zu 10 m und eine Höhe von bis zu 6 m. Vor den Wällen verlief ein Spitzgraben mit etwa einer Tiefe von 1 m und einer Breite von 1,5 m hatte. Auf den Wällen befanden sich Palisaden und dornenbewehrte Holzgeflechte. Heute sind von der Landwehr nur noch Reststücke zu sehen.

### Bäder und SaunaHuus
Das Freibad am Heideweg im Ort Ganderkesee wurde am 20. Juni 1964 eröffnet. Im Jahr 2014 wurde das 50-jährige Bestehen gefeiert. Das Bad verfügt über ein großes Schwimmerbecken mit 50-Meter-Bahnen, eine Sprungturmanlage, ein Kinderbecken mit Rutsche sowie ausgedehnte Liegeflächen. Umkleiden und Gastronomiebereich teilen sich Freibadbesucher mit Gästen des im März 2012 eingeweihten SaunaHuus auf demselben Gelände. Das SaunaHuus wurde von der Gemeinde im Landhausstil errichtet. Die einzelnen Saunen und Bereiche tragen plattdeutsche Bezeichnungen wie Krüderköök, Utkiek oder Sweethuus. Nachträglich wurde ein Außenbecken auf dem SaunaHuus-Gelände erbaut, woraufhin der Deutsche Sauna-Bund die Bezeichnung Premium-Sauna verlieh. Am Schulzentrum Ganderkesee befindet sich ein Hallenbad, das auch für das Schulschwimmen genutzt wird.

## Wirtschaft und Infrastruktur

### Verkehr
Ganderkesee gehört zum Verkehrsverbund Bremen/Niedersachsen (VBN).
Im Ortskern liegt der Bahnhof Ganderkesee an der Bahnstrecke Delmenhorst–Hesepe, der von Zügen der Linie RB 58 (Betreiber NordWestBahn) nach Bremen über Delmenhorst und nach Osnabrück über Vechta und Bramsche bedient wird.
In den Ortsteilen Bookholzberg, Schierbrok und Hoykenkamp bestehen gleichnamige Bahnstationen an der Bahnstrecke Bremen–Oldenburg, die von der Linie RS 3 Bremen–Oldenburg und RS 4 Bremen–Nordenham der Regio-S-Bahn Bremen/Niedersachsen bedient werden.
Darüber hinaus gibt es einige Buslinien der Weser-Ems Busverkehr GmbH für den Orts- und Nachbarortverkehr. Zusätzlich verbindet der BürgerBus mit drei Fahrzeugen fast alle Ortschaften in der Gemeinde.
Die Autobahn A 28 durchquert die Gemeinde von West nach Ost. Sie ist mit zwei Anschlussstellen – Ganderkesee West (AS 19) und Ganderkesee Ost (AS 20) angebunden – auch die Anschlussstelle Hude (AS 18) liegt teilweise auf dem Gemeindegebiet. Nahe Ganderkesee beginnt die Bundesstraße 212 nach Nordenham; die Bundesstraße 213 führt im Südosten durch die Gemeinde.
Ganderkesee verfügt über zwei Flugplätze. Westlich des Ortes Ganderkesee liegt der Flugplatz Ganderkesee Atlas Airfield EDWQ. Hier ist die Firma AAS Atlas Air Service sowie der Luftsportverein Ganderkesee angesiedelt, außerdem eine Fallschirmspringerschule, ein Hotel mit Restaurant, sowie weitere Firmen. Aufgrund der Nachtfluggenehmigung und der schnellen Verkehrsanbindung ist der Flughafen beliebt bei Prominenten, die in Bremen wohnen oder auftreten. Ebenfalls überregional bekannt ist das Segelfluggelände Große Höhe im Südosten der Gemeinde, das aufgrund seiner Graspiste überwiegend bei Ultralight-, Motorseglern und Segelflugzeugen beliebt ist. Dort ist der Luftsportverein Delmenhorst ansässig.

### Bildung
In Ganderkesee gibt es folgende Bildungseinrichtungen:
- Grundschule Lange Straße, Grundschule Dürerstraße, Grundschule Habbrügge, Grundschule Bookholzberg, Grundschule Schierbrok, Grundschule Heide
- Oberschule Ganderkesee, Schule an der Ellerbäke
- Gymnasium Ganderkesee
- Förderschule am Habbrügger Weg, Wichern-Schule, Katenkamp-Schule

## Persönlichkeiten
- Sandra Auffarth (* 1986), Vielseitigkeitsreiterin, Mannschaftsolympiasiegerin und Einzel-Bronzemedaillengewinnerin bei den Olympischen Spielen 2012, Mannschaftssilber bei den olympischen Spielen 2016, wohnt und arbeitet in Bergedorf
- Arend Braye (1890–1960), Politiker, Mitglied des Landtages von Baden-Württemberg, Oberbürgermeister von Lörrach
- Bolko Bullerdiek (* 1939), plattdeutscher Schriftsteller, wuchs in Bookholzberg auf
- Yared Dibaba (* 1969), Moderator beim NDR, wuchs in Falkenburg auf
- Christian Dürr (* 1977), Politiker, ehemaliges Mitglied des Bundestages, FDP-Bundesvorsitzender, wuchs in Ganderkesee auf
- Holger Edmaier (* 1972), Entertainer, Kabarettist, Komponist, Texter
- Wilhelm Engelbart (1903–1999), Lehrer und NSDAP-Funktionär
- Elise Fink (1863–1939), plattdeutsche Dichterin und Schriftstellerin, wuchs in Habbrügge auf
- Wilhelm Grundmann (1795–1860), Kirchenmusiker, Organist und Komponist, Hrsg. der „Vorspiele zu dem Oldenburgischen Choralbuche“, wuchs in Ganderkesee auf, wirkte von 1820 bis 1836 in Varel/Friesland und danach bis zu seinem Tod in Norden/Ostfriesland
- Dora Garbade (1893–1981), Wegbereiterin der Landfrauenbewegung
- Hinrich Hackfeld (1816–1887), Kapitän und Kaufmann, wuchs in Almsloh auf
- Johann Hackfeld (1856–1932), Kaufmann und Konsul, s. Konsul-Hackfeld-Haus Bremen
- Hermann Hagstedt (1884–1966), Politiker (SPD)
- Hans-Joachim Hespos (1938–2022), Komponist und Verleger
- Renate Kern (1945–1991), Schlager- und Countrysängerin, wohnte in Hoyerswege
- Johann Lahmann (1883–1935), Politiker (SPD), Landtagsabgeordneter im Freistaat Oldenburg, Bürgermeister von Nordenham, geboren in Elmeloh
- Werner Lüdeke (* 1937), Komponist
- Julius Conrad Müller (1850–1914), Reichstags- und Landtagsabgeordneter aus Nutzhorn
- Anke Rigbers (* 1963), Haushaltsökonomin, wuchs in Ganderkesee auf
- Diedrich Saalfeld (1927–2022), Agrar- und Wirtschaftshistoriker, Hochschullehrer, geboren in Hengsterholz
- Kurt von Seggern (1911–1966), Landwirt in Hedenkamp, Mitglied des 1. Niedersächsischen Landtages
- Rolf Steimke (* 1963), Schriftsteller von Western- und Abenteuerromanen, wuchs in Elmeloh auf
- Neele Vollmar (* 1978), Filmregisseurin, wuchs in Stenum auf
- Volker Wieker (* 1954), 15. Generalinspekteur der Bundeswehr[36]
- Gerd Wiltfang (1946–1997), Springreiter, wuchs in Schierbrok auf

### Geografie, Naturgeschichte
- Georg Müller: Wallhecken, Entstehung-Pflege-Neuanlage am Beispiel der Gemeinde Ganderkesee, BSH Verlag 1989. ISBN 3-923788-16-9

### Geschichte

#### Überblickswerke
- Gustav Förster, Neele v.d. Bongardt: Ganderkesee, 1150 Jahre – Fit für die Zukunft. Isensee Verlag, Oldenburg 2010 (47 S.), ISBN 978-3-89995-725-9.
- Rat der Gemeinde Ganderkesee (Hrsg.): 1100 Jahre Ganderkesee : 860–1960 : Festschrift zum Jubiläumsjahr der Gemeinde Ganderkesee. Rieck, Delmenhorst 1960.
- Fritz (Friedrich) Bultmann, Kirchenrat Ganderkesee (Hrsg.): Geschichte der Gemeinde Ganderkesee und der Delmenhorster Geest, Rieck, Delmenhorst 1952.

#### Populärwissenschaftliches, Reiseführer
- Gustav Förster (Text), Claus Hammer (Fotos): Ganderkesee. Bilder aus einer Region. Isensee Verlag, Oldenburg 1999. ISBN 3-89598-641-0.
- Hans Grundmann, Ernst H. Ullenboom (Hrsg.): Die Gemeinde Ganderkesee in alten Bildern, Gronenberg, Gummersbach 1983. ISBN 3-88265-079-6.
- Hans Grundmann, Anneliese Schulte Strathaus: Ganderkesee, Rieck, Delmenhorst 1979.
- Kurt Müsegades: Stenum, Rethorn, Schierbrok. Dörfer um den Stenumer Wald, Delmenhorst 1990, ISBN 3-920794-37-0.

#### Jüngere Geschichte
- Werner Meiners: Kriegsende und Neubeginn auf dem Lande, 1945–1946. Die Gemeinde Ganderkesee. Rieck Verlag, Delmenhorst 1985, ISBN 3-920794-24-9.
- Werner Meiners: Die Viehhändlerfamilie Alexander in Ganderkesee. Jüdisches Leben im Oldenburger Land. Oldenburger Landesverein für Geschichte, Natur- und Heimatkunde, Oldenburg 1988.
- Werner Lüdeke, Hermann Speckmann Eine Erinnerung an die Kriegstoten aus der Gemeinde Ganderkesee. Isensee Verlag, Oldenburg 2006, ISBN 3-89995-354-1.
- Werner Lüdeke, Hermann Speckmann: Zur Erinnerung. Vor siebzig Jahren: Der Kampf um Ganderkesee am 20./21. April 1945, 2015.
- Werner Lüdeke, Hermann Speckmann: „De slechte Tied“ (Die schlechte Zeit). Nachkriegszeit und Wiederaufbau in der Gemeinde Ganderkesee, 2. Aufl., Ganderkesee 2016.
- Werner Lüdeke: Zur Erinnerung an die Kameraden der Freiwilligen Feuerwehr Ganderkesee 1911–2011. Isensee Verlag, Oldenburg 2010, ISBN 978-3-89995-741-9.
- Werner Lüdeke: Musik in der Freiwilligen Feuerwehr Ganderkesee. Isensee Verlag, Oldenburg 2011, ISBN 978-3-89995-741-9.

#### Namensforschung
- Georg Müller: Namenserklärungen aus dem Niederdeutschen zu Feld, Flur, Haus, Hof, Flora und Fauna, des 17. bis 20. Jahrhundert in Ganderkesee, Ganderkesee 1989.

#### Burgen
- Dirk E. Zoller: Schlutter und Welsburg, zwei Niederungsburgen, in: Delmenhorster Heimatjahrbuch 2009, S. 1–11.ISBN 978-3-8334-2943-9.
- Dirk E. Zoller: Eine Turmhügelburg in Habbrügge, in: Rita Bande: Die Bauerschaft Habbrügge, 2005, ISBN 3-8334-2943-7.